# ANAクラウンプラザホテル札幌
ANAクラウンプラザホテル札幌（エーエヌエークラウンプラザホテルさっぽろ、ANA CROWNE PLAZA SAPPORO）は、北海道札幌市中央区にあるホテル。IHG・ANA・ホテルズグループジャパンによる運営。

## 沿革
- 1972年（昭和47年）：起工[3]。
- 1974年（昭和49年）：新共済ビル完成[3]、全日空ホテルズ第1号となる「札幌全日空ホテル」として開業[4]。26階建て高さ96mで完成当時は東京以北最大の超高層ビルだった[3]。
- 2006年（平成18年）：インターコンチネンタルホテルズグループ（IHG）と全日本空輸（ANA）の業務提携により、IHG・ANA・ホテルズグループジャパン設立。
- 2007年（平成19年）：ANAが札幌全日空ホテルを含む子会社の株式などを譲渡[6]。パノラマ・ホスピタリティによるマネジメント業務開始（その後はセントラル・ホテルズが経営権取得）[7]。
- 2014年（平成26年）：アビリタスホスピタリティが経営権取得[8]。
- 2017年（平成29年）：「ANAクラウンプラザホテル札幌」へリブランド[9]。

## 施設
客室
- デラックス・プレミアム
  - プレミアムツイン (42 m²)
  - デラックスツイン (35 m²)
  - デラックスダブル (21 m²)
  - スイート (84 m²)
- コンフォート
  - コンフォートラージツイン (35 m²)
  - コンフォートトリプル (23 m²)
  - コンフォートツイン (21 m²)
  - コンフォートダブル (21 m²)
- スタンダード
  - スタンダードラージツイン (35 m²)
  - スタンダードトリプル (23 m²)
  - スタンダードツイン (21 m²)
  - スタンダードシングル (16 m²)

レストラン・バー
- オールデイダイニング メム
- 鉄板焼 石狩
- スカイラウンジサッポロビュー
- 和食處 雲海
- 寿司処 清平
- カフェ ミナモ

ウェディング
- チャペル
- ブライダルハウスBiBi[10]
- ブライダルサロン

宴会・会議
- 大・中宴会場
  - 鳳 (512 m²)
  - 祥雲 (213 m²)
  - 白楊 (248 m²)
  - 白樺 (173 m²)
- 小宴会場
  - 桂 (52 m²)
  - 楓 (35 m²)
  - 柏 (64 m²)
  - 鈴蘭 (46 m²)
  - 楡・葵・萩・藤 (37 m²・36 m²・30 m²・30 m²)
  - 孔雀 (82 m²)
- 和室宴会場
  - あさひ・しののめ (110畳)
    - あさひ (66畳)
    - しののめ (33畳)

  - あけぼの (14畳)
  - あかつき (27畳)
- スカイバンケット
  - トップオブサッポロ (63 m²)
  - 藻岩 (69 m²)

その他
- お土産コーナー
- 宮内写真館[11]
- 明道香風園[12]
- セイコーマート
- Detox&Beauty Euphoria Faste[13]
- 免税店ロビーショップ×アビサルジャパン[14]
- 美容室BLOOM[15]
- ホクレン商事 営業部補聴器センター「きこえのサロン」
- フィットネスルーム（宿泊者専用）
- ビジネスセンター（宿泊者専用）

## アクセス
創成川通（国道5号）沿いにある。
- 札幌市営地下鉄さっぽろ駅から徒歩1分
- 北海道旅客鉄道（JR北海道）札幌駅から徒歩7分
- E5A 札樽道 札幌北ICから車で約20分
- 北都交通、北海道中央バス 新千歳空港連絡バス「ANAクラウンプラザホテル札幌」停留所